# Spello
Spello es un municipio italiano de 8585 habitantes, perteneciente a la provincia de Perugia (región de Umbría). Se encuentra al pie del monte Subasio. La ciudad dista alrededor de 5 km de Foligno y 35 km de Perugia. La superficie del municipio se extiende por montañas, colinas y llanuras. Su terreno, muy fértil, es cultivado con cereales, vides y olivos.
Es de esta última planta de la que Spello extrae su producto gastronómico más conocido: el aceite de oliva extra virgen. La ciudad forma parte de la Associazione Nazionale Città dell'Olio.
Se corresponde con la antigua Hispellum.
Esta ciudad, densamente habitada, construida en piedra, tiene un aspecto decididamente medieval, y se encuentra encerrada por un circuito de murallas medievales sobre cimientos romanos, incluyendo tres puertas de la antigüedad romana tardía (Porta Consolare, Porta di Venere y el «Arco de Augusto») y restos de otras tres, de un anfiteatro, así como varias puertas medievales. 

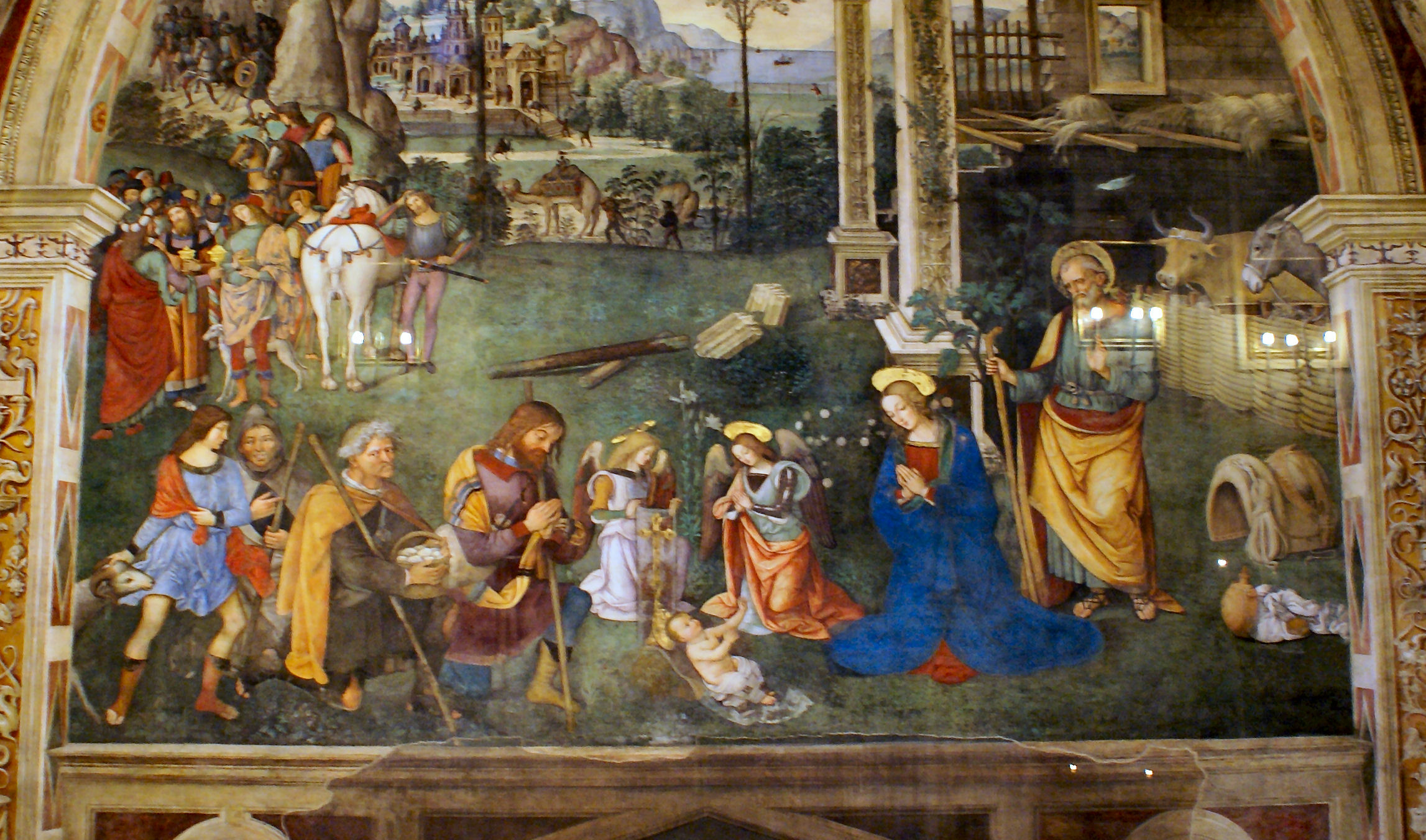
Natividad en Santa María Maggiore de Spello, obra de Pinturicchio.

Spello tiene una docena de pequeñas iglesias, la mayor parte de ellas de época medieval, de las cuales la más destacada es Santa María Maggiore (conocida desde 1159), probablemente construida sobre un antiguo templo dedicado a Juno y Vesta. La fachada tiene un pórtico románico y un campanario del siglo XIII, mientras que las pilastras junto al ábside tienen frescos de Perugino (1512). El rasgo más destacado, sin embargo, es la Cappella Bella con frescos obra de Pinturicchio. El artista umbrio fue llamado para pintarla en 1500 por Troilo Baglioni, después de que acabara los Apartamentos Borgia en el Palacio Apostólico de la Ciudad del Vaticano. El ciclo incluye la Anunciación, la Natividad y la Disputa con los doctores, más cuatro Sibilas en la bóveda. El Palazzo dei Canonici, anejo a la iglesia, alberga la galería de arte municipal.

## Evolución demográfica
| Gráfica de evolución demográfica de Spello entre 1861 y 2001 |
|                                                              |
| Fuente ISTAT - elaboración gráfica de Wikipedia              |